# Damernas lagtävling i florett vid olympiska sommarspelen 1976
Damernas lagtävling i florett i de olympiska fäktningstävlingarna 1976 i Montréal avgjordes den 27-28 juli.

## Medaljörer
| Event        | Guld | Silver | Brons                                                                                   |
| Florett, lag | Sovjetunionen Jelena Novikova-Belova Olga Knjazeva Valentina Sidorova Nailja Giljazova Valentina Nikonova | Frankrike Brigitte Latrille-Gaudin Brigitte Gapais-Dumont Christine Muzio Veronique Trinquet Claudette Herbster-Josland | Ungern Ildikó Schwarczenberger Edit Kovács Magda Maros Ildikó Újlaky-Rejtő Ildikó Bóbis |

## Laguppställninga
| Kanada - Fleurette Campeau - Susan Stewart - Donna Hennyey - Chantal Payer Kuba - Milady Tack-Fang - Marlene Font - Nancy Uranga - Margarita Rodríguez Frankrike - Brigitte Latrille-Gaudin - Brigitte Gapais-Dumont - Christine Muzio - Véronique Trinquet - Claudie Herbster-Josland Storbritannien - Wendy Ager-Grant - Susan Wrigglesworth - Hilary Cawthorne - Clare Henley-Halsted - Sue Green | Ungern - Ildikó Schwarczenberger-Tordasi - Ildikó Ságiné Ujlakyné Rejtő - Ildikó Farkasinszky-Bóbis - Magda Maros - Edit Kovács Iran - Mariam Atchak - Mahvash Shafaie - Jhila Al-Masi - Gitty Moheban Italien - Maria Consolata Collino - Giulia Lorenzoni - Doriana Pigliapoco - Susanna Batazzi - Carola Mangiarotti Japan - Hideko Oka - Mariko Yoshikawa - Hiroko Kamada - Yukari Kajihara Polen - Jolanta Bebel-Rzymowska - Barbara Wysoczańska - Kamilla Składanowska - Krystyna Machnicka-Urbańska - Grażyna Staszak-Makowska | Rumänien - Ileana Gyulai-Drîmbă-Jenei - Marcela Moldovan-Zsak - Ecaterina Stahl-Iencic - Ana Derşidan-Ene-Pascu - Magdalena Bartoş Sovjetunionen - Jelena Novikova-Belova - Valentina Sidorova - Olga Knjazeva - Nailja Giljazova - Valentina Nikonova USA - Nikki Franke - Sheila Armstrong - Ann O'Donnell - Gay D'Asaro - Denise O'Connor Västtyskland - Karin Rutz-Gießelmann - Cornelia Hanisch - Ute Kircheis-Wessel - Brigitte Oertel - Jutta Höhne |